# Валенди, Удо
Удо Валенди (нем. Udo Walendy; 21 января 1927, Берлин — 17 ноября 2022) — немецкий политолог, публицист, отрицатель Холокоста, также известный участием в дискуссиях относительно вины Германии во Второй мировой войне. Жил в Берлине.

## Биография
Добровольцем пошёл служить в военно-воздушные силы Вермахта во Второй мировой войне. В 1946 году закончил, а потом работал в школе журналистики в Ахене. В 1965 году начал свой собственный бизнес и основал в Флото (Северный Рейн-Вестфалия) «Издательство исследований фольклора и современной истории» (нем. Verlag für Volkstum und Zeitgehistosforschung). В 1999 году переоформил бизнес на жену. В то время он был председателем НДП земли Северный Рейн-Вестфалия.
Поддерживал тесные контакты с бельгийской организацией Vrij Historisch Onderzoek (VHO). Издатель множества книг и серии популярных брошюр под названием «Исторические факты»(Historische Tatsachen,  Historical Truths), в которую вошли версии книг на немецком языке «Шесть миллионов — потеряны и найдены», «Отчёт Лейхтера», «Вымысел XX века» — за это Валенди неоднократно привлекали к суду. В его доме и офисах часто появлялась полиция. Были конфискованы бизнес-файлы, книги, печатные формы и компьютеры. В 1985 и 1988 годах выступал в качестве свидетеля на процессах Эрнста Цюнделя в Канаде.
За произведения, которые отрицают Холокост, осуждён и заключён в тюрьму в Германии на 15 месяцев. Суд решил, что Валенди не имеет перспектив на социальное исправление.
Скончался 17 ноября 2022 года.

### Книги
- Truth for Germany: The Guilt Question of the Second World War
- Europa in Flammen 1939—1945
- Auschwitz in the I.G. Farben Trial: Holocaust Documents?

### Статьи
- Walendy, Udo. Do Photographs Prove the NS Extermination of the Jews? (англ.). www.vho.org. Дата обращения: 5 октября 2017. Архивировано 11 октября 2017 года.
- Walendy, Udo: Le Falsificazioni Fotografiche della Propaganda el '«Olocausto» Ebraico. Архивировано 3 июня 2012 года.
- Walendy, Udo: «Russia and the Jews», by Alexandr Solzhenitsyn. A review. Архивировано 15 марта 2012 года.
- Walendy, Udo: Verité pour l’Allemagne, La question des responsabilités de la seconde querre mondiale. Архивировано 1 декабря 2010 года.
- Walendy, Udo: Bild-Sonderdruck des hist. Quellenwerkes Europa in Flammen 1939—1945, 1967. Архивировано 6 февраля 2012 года.
- Walendy, Udo: Bild-Dokumente zur NS-Judenverfolgung? Архивировано 14 сентября 2011 года.
- Walendy, Udo: Babi Jar — Die Schlucht «mit 33.771 ermordeten Juden»?, Historische Tatsachen Nr. 51, Verlag für Volkstum und Zeitgeschichtsforschung, Vlotho 1992. Архивировано 14 января 2014 года.
- Walendy, Udo: Wirbel um den Leuchter Bericht. Архивировано 10 марта 2019 года.
- Walendy, Udo: Que prouvent les photographies montrant les persécutions subies par les juifs? Архивировано 11 ноября 2011 года.
- Walendy, Udo: Documentary Photographs Proving the National Socialist Persecution of the Jews? Архивировано 26 сентября 2011 года.
- Walendy, Udo: The fake photograph problem. Архивировано 15 марта 2012 года.
- Walendy, Udo: The Development of a Picture in Three Steps. Архивировано 22 октября 2011 года.
- Walendy, Udo: Atrocity Propaganda and Political Justice. Архивировано 22 октября 2011 года.
- Walendy, Udo: Unity in Dispersion-A History of the World Jewish Congress and particularly, the Jewish influence on the Roosevelt Presidency and the Origins of WWII. Архивировано 22 октября 2011 года.